# Aoki (Klan)

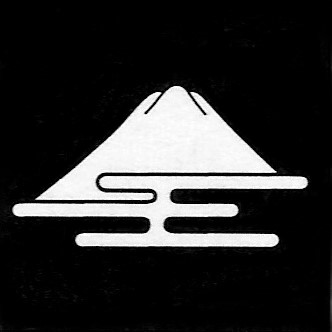
Wappen der Aoki (Aoki-Fuji)

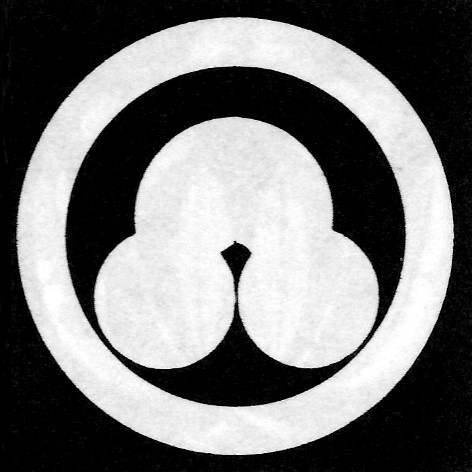
Altes Wappen der Aoki

Die Aoki (japanisch 青木氏, Aoki-shi) waren eine Familie des japanischen Schwertadels (Buke) aus der Provinz Mino, die sich von dem Hofadeligen Tajihi no Shima (多治比 嶋; 624–701) ableitete. Sie gehörten während der Edo-Zeit zu den Tozama-Daimyō.

## Genealogie
Der ehemalige höhere Untergebene der Toyotomi, Aoki Kazushige (青木一重; 1551–1628), wurde von Tokugawa Ieyasu nach der Belagerung von Osaka und dem Untergang der Toyotomi 1615 akzeptiert und mit einem Einkommen von 10.000 Koku zum Daimyō befördert. So konnte Aoki sich in Asada ein festes Haus (Jinya) bauen, das er und seine Nachkommen bis zur Meiji-Restauration 1868 bewohnten. Nach 1868 erhielt der Chef des Hauses den Titel Vizegraf.
Das Feste Haus, erbaut im innersten Bereich, dem Honmaru (本丸), war im Osten und Norden durch einen Graben geschützt. Darum herum war ein zweiter Bereich, das Ni-no-maru (二の丸), angelegt, der durch einen umlaufenden Graben geschützt war. Heute ist das Anwesen mit einem Verwaltungsgebäude überbaut, von der alten Anlage ist nichts mehr erhalten. Nur ein beschrifteter Stein erinnert noch an die Vergangenheit. Tore zum Festen Haus wurden auf Privatgrundstücke beziehungsweise zum dortigen Tempel Hōonji (法恩寺) umgesetzt und sind somit erhalten.